# 西DorSi
謝承益（？—），網名西DorSi，是一名居於深圳的香港YouTuber，主要拍攝和深圳旅遊相關的影片。2025年3月，謝承益被委任成爲律政司粵港澳大灣區專責小組的成員，爲專責小組中唯一並非來自法律界又長居內地的港人成員。

## 外部連結
- YouTube上的西DorSi頻道
- 西DorSi的Instagram帳戶